# Fritz Kaltenegger

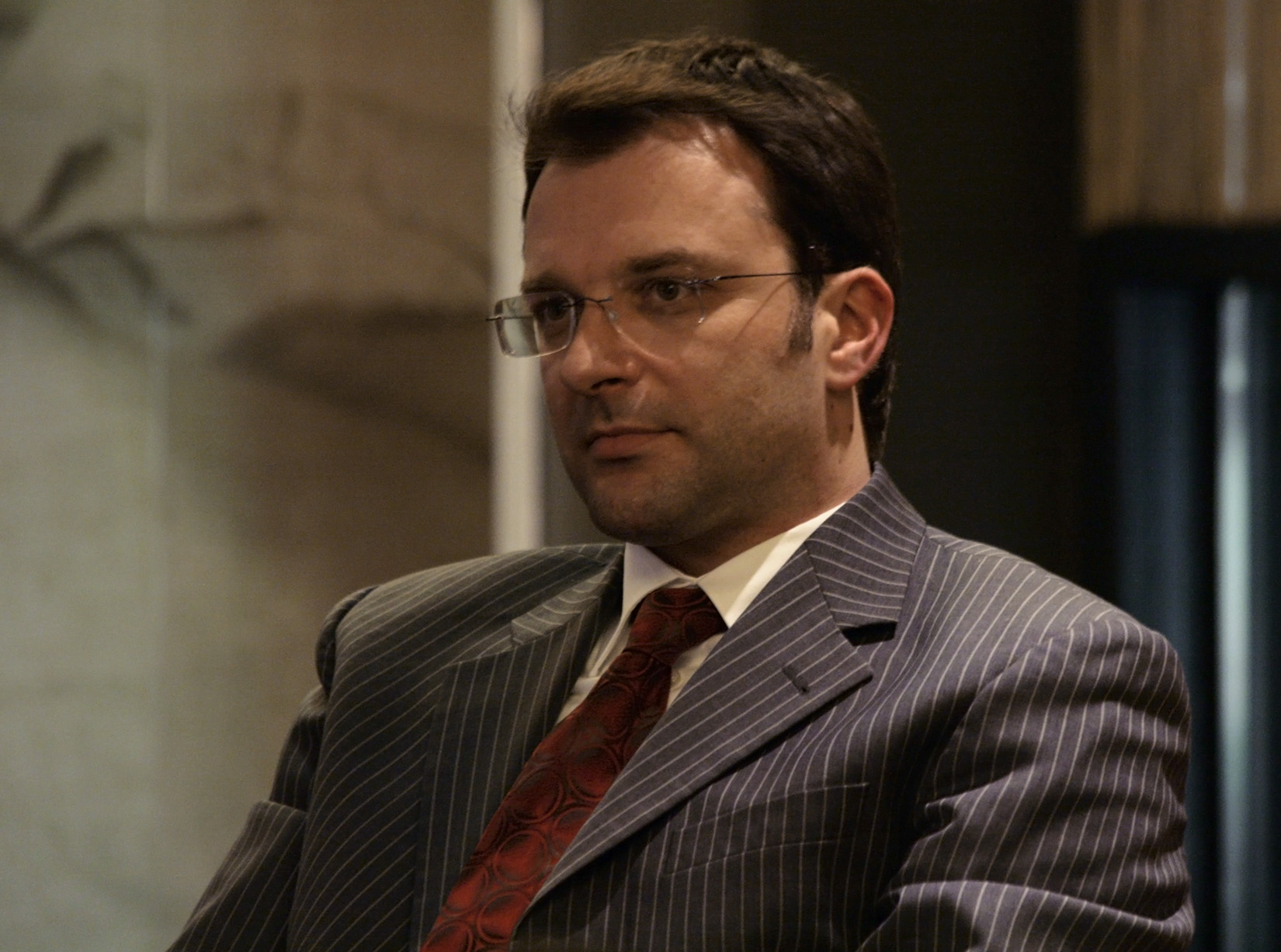
Fritz Kaltenegger (Wien 2009)

Fritz Kaltenegger (* 1. August 1971 in Wolfsberg) ist ein österreichischer Politiker und Manager. Er war von 2008 bis 2011 Generalsekretär der Österreichischen Volkspartei.

## Karriere
Nach Abschluss seines Studiums an der Universität für Bodenkultur im Studienzweig Landschaftsplanung arbeitete er beim Österreichischen Biomasse-Verband und der Österreichischen Hagelversicherung. Ab Oktober 2001 war er als Mitarbeiter des ÖVP-Parlamentsklubs für die Bereiche Landwirtschaft, Umwelt und den Sonderausschuss Temelin zuständig. Im März 2003 wechselte er als Kabinettschef ins Büro des damaligen Landwirtschaftsministers Josef Pröll. Im September 2005 wurde er zum Direktor des ÖVP-Bauernbundes bestellt. Nach dem Parteitag der ÖVP im November 2008 wurde er vom neugewählten Parteivorsitzenden Josef Pröll als Nachfolger von Hannes Missethon zum Generalsekretär der Volkspartei bestimmt.
Am 18. April 2011 kündigte Kaltenegger im Zuge der durch den designierten ÖVP-Obmann Michael Spindelegger geplanten Änderungen in Bundesregierungs- und Parteipostenbesetzungen an, sich gänzlich aus der Politik zurückzuziehen. Am 19. April 2011 stellte Spindelegger Johannes Rauch, den bisherigen Hauptgeschäftsführer der Tiroler Volkspartei, als Nachfolger Kalteneggers vor.
Am 1. Dezember 2011 wechselte er zur Agrana-Gruppe und war dort zuständig für die Bereiche Weizenstärke und E10-Ethanol. Heute ist er Geschäftsführer der Café+Co International Holding GmbH.

## Privates
Er ist verheiratet und hat zwei Kinder.